# Championnats du monde de biathlon
Ne doit pas être confondu avec Coupe du monde de biathlon.
Les championnats du monde de biathlon ont lieu tous les ans, sauf les années olympiques, et sacrent les champions du monde sur une seule course. Ils constituent l'évènement majeur de la saison et sont placés en février (le plus souvent) ou mars dans le calendrier. Les premiers championnats du monde de biathlon se déroulèrent à Saalfelden en Autriche, en mars 1958. Les premiers mondiaux féminins ont eu lieu à Chamonix en 1984. Jusqu'en 1983, du fait du nombre réduit de compétitions, ces championnats accueillaient également les épreuves juniors. De 1984 à 1988 les épreuves juniors étaient organisés dans le même cadre que les mondiaux féminins. Depuis 1989, les championnats du monde masculins et féminins sont regroupés et disputés en un même lieu, tandis que les Championnats du monde juniors sont organisés à part.
D'une seule épreuve disputée en 1958 (le 20 km individuel masculin), les Mondiaux de biathlon en comptent de nos jours douze, avec huit épreuves individuelles hommes et dames (sprint, poursuite, individuel, mass-start) et quatre relais (relais hommes, relais dames, relais mixte, relais mixte simple). Le biathlète le plus titré des championnats du monde est Johannes Thingnes Bø qui totalise depuis  2025 vingt-trois titres dont douze individuels, alors que Ole Einar Bjørndalen reste le plus médaillé avec quarante-cinq podiums.

## Historique

### Épreuves
Les toutes premières éditions des Championnats du monde de biathlon (de 1958 à 1965) ne comportaient qu'une seule et unique épreuve, le 20 km biathlon (Hommes), disputée selon la formule du contre la montre. Deux classements étaient alors établis, un individuel (d'où le nom) et un par équipes (obtenu par addition des meilleurs temps individuels de chaque équipe). La deuxième épreuve mise au point, le relais, est d'abord testée (avec succès) pendant les Championnats du monde 1965 avant d'être validée et disputée officiellement à partir des Championnats du monde de biathlon 1966. En contrepartie le par équipes est abandonné, conservant ainsi inchangé le nombre de titres et médailles distribués par édition de 1958 à 1973.
Un troisième format (la seconde épreuve individuelle), le Sprint (10 km), vient étoffer le programme à partir des Championnats du monde de biathlon 1974.
Les premiers Championnats du monde féminins sont organisés en 1984. Les Hommes et les Femmes évolueront sur des sites différents jusqu'en 1988.
Depuis la fin des années 1980, le programme a été continuellement élargi. En 1989, lors de la réunification des championnats masculins et féminins, la compétition par équipes (à ne pas confondre avec le classement par équipes des premières années) a été ajoutée. Elle a été supprimée après 1998 pour faire de la place à de nouvelles épreuves individuelles : la poursuite, introduite aux Championnats du monde en 1997, et le départ groupé (Mass Start), introduit en 1999. Le relais mixte fait son apparition en 2005 et est à cette occasion exceptionnellement disputé à part des autres épreuves mondiales, en finale de la saison. Il est également disputé à part en 2006 et 2010, en marge des olympiades en attendant son intégration au programme olympique. Enfin, le relais simple mixte, dernière innovation majeure de l'IBU, est disputé aux mondiaux pour la première fois en 2019, ce qui fait que les championnats du monde de biathlon comptent actuellement douze épreuves au programme.

### Alternance avec les Jeux olympiques
Une grande compétition internationale attribuant titres et médailles pour chaque épreuve de biathlon a lieu chaque année : soit lors de championnats du monde organisés par l'Union internationale, soit dans le cadre des Jeux olympiques d'hiver organisés par le CIO qui ont lieu tous les quatre ans. Dès l'origine en 1958, la complémentarité mondiaux/JO est effective. À l'introduction de chaque nouvelle épreuve de biathlon, un championnat du monde spécifique de celle-ci a en effet toujours été organisé en année olympique, en attendant qu'elle figure au programme des Jeux olympiques. Ainsi un championnat du monde de sprint a eu lieu en 1976 (année des Jeux d'Innsbruck) avant que le sprint ne soit disputé pour la première fois aux Jeux olympiques en 1980. Il en est de même pour les épreuves féminines en 1984 et 1988, avant l'arrivée du biathlon féminin aux Jeux olympiques en 1992, puis de la poursuite (1998), la mass-start (2002) et le relais mixte (2006 et 2010). La course par équipes, introduite en 1989 et abandonnée après 1998, n'a jamais été discipline olympique et a donc eu son championnat du monde en marge des Jeux à trois reprises (1992, 1994 et 1998). Le relais mixte simple est l'épreuve la plus récente qui a fait son apparition aux championnats du monde en 2019. Elle n'est pas olympique et fait figure d'exception car le titre mondial de la spécialité n'est en effet pas disputé en 2022 (Jeux de Pékin), ni en 2026.

## Liens avec la Coupe du monde
Les championnats du monde font partie intégrante du calendrier de la Coupe du monde de biathlon. Certaines épreuves de championnats du monde ont d'ailleurs pu se dérouler dans le cadre d'une étape de Coupe du monde. En effet, lors d'une année olympique, quand une épreuve n'était pas (ou pas encore) au programme des Jeux olympiques (course par équipes, poursuite, mass-start, relais mixte), un championnat du monde particulier était alors organisé lors d'un étape de Coupe du monde. Ce fut le cas en 1992, 1994, 1998, 2002, 2006 et 2010. L'autre raison, exceptionnelle, est liée aux conditions climatiques (voir manque de neige, brouillard, grand froid, etc.) qui peuvent empêcher des épreuves des mondiaux d'avoir lieu à l'endroit prévu dans la limite des dates fixées au calendrier pour l'organisation. Dans ce cas toute épreuve annulée est reprogrammée au cours d'une étape de Coupe du monde qui suit, de sorte que le titre mondial correspondant soit attribué. Trois éditions des championnats du monde ont vu pour ce motif des épreuves déplacées sur une étape de coupe du monde, en 1990, 1999 et 2000. Les mondiaux 1990 sortent du lot avec pas moins de six épreuves (sur un total de huit) disputées lors de deux étapes de Coupe du monde. En 2005, en marge des mondiaux d'Hochfilzen, le premier championnat du monde de relais mixte de l'histoire a été programmé exceptionnellement en clôture de la Coupe du monde à Khanty-Mansiïsk afin de mettre à l'honneur cette nouvelle épreuve. Il faut remonter à 2010 pour voir une épreuve de championnat du monde disputée lors d'une étape de coupe du monde (relais mixte en clôture de saison à Khanty-Mansiïsk).
Pendant de longues années, les championnats du monde ont rapportés des points pour les classements de la Coupe du monde, de la même façon qu'une étape ordinaire. C'est en 1990 que ces points ont été comptabilisés pour la première fois. La mesure avait été adoptée en urgence lorsque les épreuves mondiales de sprint devant se dérouler à Minsk ont dû être reportées à cause des mauvaises conditions de neige. Ces sprints ont finalement été disputés dans le cadre de l'étape de Coupe du monde d'Oslo, remplaçant de fait les épreuves d'individuel initialement prévues, ce qui explique leur prise en compte. Depuis 2023, à l'exception des points pour la coupe des nations, les classements de la Coupe du monde ignorent les points des mondiaux. En outre, les quinze premiers du classement général de la Coupe du monde sont directement qualifiés pour le départ groupé des mondiaux.
Enfin, les victoires et les podiums aux championnats du monde sont validés par l'IBU comme des victoires et des podiums de Coupe du monde.

## Éditions

### Championnats séparés
| Année | Site                   | Nb d'épreuves   | Notes                                                         |
| ----- | ---------------------- | --------------- | ------------------------------------------------------------- |
| 1958  | Seefeld in Tirol       | 1               | Deux titres attribués (individuel et classement par équipes)  |
| 1959  | Courmayeur             | 1               |                                                               |
| 1960  | Jeux olympiques        | Jeux olympiques | Jeux olympiques                                               |
| 1961  | Umeå                   | 1               |                                                               |
| 1962  | Hämeenlinna            | 1               |                                                               |
| 1963  | Seefeld in Tirol (2)   | 1               |                                                               |
| 1964  | Jeux olympiques        | Jeux olympiques | Jeux olympiques                                               |
| 1965  | Elverum                | 1               |                                                               |
| 1966  | Garmisch-Partenkirchen | 2               | introduction du relais qui remplace le classement par équipes |
| 1967  | Altenberg              | 2               | Introduction des épreuves juniors                             |
| 1968  | Jeux olympiques        | Jeux olympiques | Jeux olympiques                                               |
| 1969  | Zakopane               | 2               |                                                               |
| 1970  | Östersund              | 2               |                                                               |
| 1971  | Hämeenlinna (2)        | 2               |                                                               |
| 1972  | Jeux olympiques        | Jeux olympiques | Jeux olympiques                                               |
| 1973  | Lake Placid            | 2               |                                                               |
| 1974  | Minsk                  | 3               | Introduction du sprint                                        |
| 1975  | Antholz                | 3               |                                                               |
| 1976  | Antholz                | 1               | Sprint (non-olympique)                                        |
| 1977  | Lillehammer            | 3               |                                                               |
| 1978  | Hochfilzen             | 3               |                                                               |
| 1979  | Ruhpolding             | 3               |                                                               |
| 1980  | Jeux olympiques        | Jeux olympiques | Jeux olympiques                                               |
| 1981  | Lahti                  | 3               |                                                               |
| 1982  | Minsk (2)              | 3               |                                                               |
| 1983  | Antholz (2)            | 3               | Derniers championnats masculins réunissant élite et juniors   |
| 1984  | Jeux olympiques        | Jeux olympiques | Jeux olympiques                                               |
| 1985  | Ruhpolding (2)         | 3               |                                                               |
| 1986  | Oslo                   | 3               |                                                               |
| 1987  | Lake Placid (2)        | 3               |                                                               |
| 1988  | Jeux olympiques        | Jeux olympiques | Jeux olympiques                                               |

| Année | Site         | Nb d'épreuves | Notes                                                                                   |
| ----- | ------------ | ------------- | --------------------------------------------------------------------------------------- |
| 1984  | Chamonix     | 3             | Épreuves féminines et juniors masculines disputées dans le cadre des mêmes championnats |
| 1985  | Egg am Etzel | 3             | Épreuves féminines et juniors masculines disputées dans le cadre des mêmes championnats |
| 1986  | Falun        | 3             | Épreuves féminines et juniors masculines disputées dans le cadre des mêmes championnats |
| 1987  | Lahti        | 3             | Épreuves féminines et juniors masculines disputées dans le cadre des mêmes championnats |
| 1988  | Chamonix (2) | 3             | Épreuves féminines et juniors masculines disputées dans le cadre des mêmes championnats |

Note : les éventuelles épreuves juniors ne sont pas comptabilisées dans ce tableau

### Championnats unifiés
| Année | Site                              | Nb d'épreuves   | Notes |
| ----- | --------------------------------- | --------------- | --- |
| 1989  | Feistritz an der Drau (Paternion) | 8               | Premiers championnats élite unifiés (hommes et femmes) Introduction des courses par équipes                                                                 |
| 1990  | Minsk Oslo * Kontiolahti *        | 8               | Minsk : Individuels Oslo : Sprints + par équipes + Relais F Kontiolahti : Relais H Prise en compte des points pour la Coupe du monde, pour la première fois |
| 1991  | Lahti                             | 8               | |
| 1992  | Novossibirsk *                    | 2               | Épreuves par équipes (non-olympique) |
| 1993  | Borovets                          | 8               | |
| 1994  | Canmore *                         | 2               | Épreuves par équipes (non-olympique) |
| 1995  | Antholz-Anterselva (3)            | 8               | |
| 1996  | Ruhpolding (3)                    | 8               | |
| 1997  | Osrblie                           | 10              | Introduction des poursuites |
| 1998  | Pokljuka * Hochfilzen *           | 2               | Épreuves non-olympiques : poursuites à Pokljuka ; par équipes à Hochfilzen                                                                                  |
| 1999  | Kontiolahti Oslo *                | 10              | apparition des mass-start (en échange de l'abandon des épreuves par équipes) IND et MS reporté à Oslo                                                       |
| 2000  | Oslo Lahti *                      | 10              | le relais hommes est reporté à Lahti |
| 2001  | Pokljuka                          | 10              | |
| 2002  | Oslo *                            | 2               | Mass-start (non-olympique) |
| 2003  | Khanty-Mansiïsk                   | 10              | |
| 2004  | Oberhof                           | 10              | |
| 2005  | Hochfilzen (3) Khanty-Mansiïsk *  | 10 1            | Introduction du relais mixte, disputé à part en clôture de saison (Khanty-M.)                                                                               |
| 2006  | Pokljuka *                        | 1               | Relais mixte (non-olympique) |
| 2007  | Antholz (4)                       | 11              | |
| 2008  | Östersund (2)                     | 11              | |
| 2009  | Pyeongchang                       | 11              | |
| 2010  | Khanty-Mansiïsk *                 | 1               | Relais mixte (non-olympique) |
| 2011  | Khanty-Mansiïsk (2)               | 11              | |
| 2012  | Ruhpolding (4)                    | 11              | |
| 2013  | Nové Město na Moravě              | 11              | |
| 2014  | Jeux olympiques                   | Jeux olympiques | Jeux olympiques |
| 2015  | Kontiolahti (2)                   | 11              | |
| 2016  | Oslo (2)                          | 11              | |
| 2017  | Hochfilzen (4)                    | 11              | |
| 2018  | Jeux olympiques                   | Jeux olympiques | Jeux olympiques |
| 2019  | Östersund (3)                     | 12              | apparition du relais mixte simple |
| 2020  | Antholz-Anterselva (5)            | 12              | |
| 2021  | Pokljuka (2)                      | 12              | Prise en compte des points pour la Coupe du monde (classements individuels et relais), pour la dernière fois                                                |
| 2022  | Jeux olympiques                   | Jeux olympiques | Jeux olympiques |
| 2023  | Oberhof (2)                       | 12              | |
| 2024  | Nové Město na Moravě (2)          | 12              | |
| 2025  | Lenzerheide                       | 12              | |
| 2026  | Jeux olympiques                   | Jeux olympiques | Jeux olympiques |
| 2027  | Otepää                            | 12              | |
| 2028  | Hochfilzen (5)                    | 12              | |
| 2029  | Oslo (3)                          | 12              | |

(*) : Épreuve(s) de championnat du monde disputée(s) dans le cadre d'une étape de Coupe du monde

## Palmarès[1]

### Hommes
| Année | Individuel (20 km)        | Sprint (10 km)                   | Poursuite (12,5 km)              | Départ Groupé (15 km)            | Relais (4 × 7,5 km)              | Classement par équipes           |
| 1958  | Adolf Wiklund             | Épreuve inexistante à cette date | Épreuve inexistante à cette date | Épreuve inexistante à cette date | Épreuve inexistante à cette date | Suède                            |
| 1959  | Vladimir Melanine         | Épreuve inexistante à cette date | Épreuve inexistante à cette date | Épreuve inexistante à cette date | Épreuve inexistante à cette date | Union soviétique                 |
| 1961  | Kalevi Huuskonen          | Épreuve inexistante à cette date | Épreuve inexistante à cette date | Épreuve inexistante à cette date | Épreuve inexistante à cette date | Finlande                         |
| 1962  | Vladimir Melanine (2)     | Épreuve inexistante à cette date | Épreuve inexistante à cette date | Épreuve inexistante à cette date | Épreuve inexistante à cette date | Union soviétique (2)             |
| 1963  | Vladimir Melanine (3)     | Épreuve inexistante à cette date | Épreuve inexistante à cette date | Épreuve inexistante à cette date | Épreuve inexistante à cette date | Union soviétique (3)             |
| 1965  | Olav Jordet               | Épreuve inexistante à cette date | Épreuve inexistante à cette date | Épreuve inexistante à cette date | Épreuve inexistante à cette date | Norvège                          |
| 1966  | Jon Istad                 | Épreuve inexistante à cette date | Épreuve inexistante à cette date | Épreuve inexistante à cette date | Norvège                          | Épreuve inexistante à cette date |
| 1967  | Viktor Mamatov            | Épreuve inexistante à cette date | Épreuve inexistante à cette date | Épreuve inexistante à cette date | Norvège (2)                      | Épreuve inexistante à cette date |
| 1969  | Alexandre Tikhonov        | Épreuve inexistante à cette date | Épreuve inexistante à cette date | Épreuve inexistante à cette date | Union soviétique                 | Épreuve inexistante à cette date |
| 1970  | Alexandre Tikhonov (2)    | Épreuve inexistante à cette date | Épreuve inexistante à cette date | Épreuve inexistante à cette date | Union soviétique (2)             | Épreuve inexistante à cette date |
| 1971  | Dieter Speer              | Épreuve inexistante à cette date | Épreuve inexistante à cette date | Épreuve inexistante à cette date | Union soviétique (3)             | Épreuve inexistante à cette date |
| 1973  | Alexandre Tikhonov (3)    | Épreuve inexistante à cette date | Épreuve inexistante à cette date | Épreuve inexistante à cette date | Union soviétique (4)             | Épreuve inexistante à cette date |
| 1974  | Juhani Suutarinen (2)     | Juhani Suutarinen                | Épreuve inexistante à cette date | Épreuve inexistante à cette date | Union soviétique (5)             | Épreuve inexistante à cette date |
| 1975  | Heikki Ikola              | Nikolaï Krouglov                 | Épreuve inexistante à cette date | Épreuve inexistante à cette date | Finlande                         | Épreuve inexistante à cette date |
| 1976  | JO d'Innsbruck            | Alexandre Tikhonov (4)           | Épreuve inexistante à cette date | Épreuve inexistante à cette date | JO d'Innsbruck                   | Épreuve inexistante à cette date |
| 1977  | Heikki Ikola (2)          | Alexandre Tikhonov (5)           | Épreuve inexistante à cette date | Épreuve inexistante à cette date | Union soviétique (6)             | Épreuve inexistante à cette date |
| 1978  | Odd Lirhus                | Frank Ullrich                    | Épreuve inexistante à cette date | Épreuve inexistante à cette date | Allemagne de l'Est               | Épreuve inexistante à cette date |
| 1979  | Klaus Siebert             | Frank Ullrich (2)                | Épreuve inexistante à cette date | Épreuve inexistante à cette date | Allemagne de l'Est (2)           | Épreuve inexistante à cette date |
| 1981  | Heikki Ikola (3)          | Frank Ullrich (3)                | Épreuve inexistante à cette date | Épreuve inexistante à cette date | Allemagne de l'Est (3)           | Épreuve inexistante à cette date |
| 1982  | Frank Ullrich (4)         | Eirik Kvalfoss                   | Épreuve inexistante à cette date | Épreuve inexistante à cette date | Allemagne de l'Est (4)           | Épreuve inexistante à cette date |
| 1983  | Frank Ullrich (5)         | Eirik Kvalfoss (2)               | Épreuve inexistante à cette date | Épreuve inexistante à cette date | Union soviétique (7)             | Épreuve inexistante à cette date |
| 1985  | Yuri Kachkarov            | Frank-Peter Rötsch               | Épreuve inexistante à cette date | Épreuve inexistante à cette date | Union soviétique (8)             | Épreuve inexistante à cette date |
| 1986  | Valeri Medvedtsev         | Valeri Medvedtsev (2)            | Épreuve inexistante à cette date | Épreuve inexistante à cette date | Union soviétique (9)             | Épreuve inexistante à cette date |
| 1987  | Frank-Peter Rötsch (2)    | Frank-Peter Rötsch (3)           | Épreuve inexistante à cette date | Épreuve inexistante à cette date | Allemagne de l'Est (5)           | Épreuve inexistante à cette date |
| Année | Individuel (20 km)        | Sprint (10 km)                   | Poursuite (12,5 km)              | Départ Groupé (15 km)            | Relais (4 × 7,5 km)              | Épreuve par équipes              |
| 1989  | Eirik Kvalfoss (3)        | Frank Luck                       | Épreuve inexistante à cette date | Épreuve inexistante à cette date | Allemagne de l'Est (6)           | Union soviétique                 |
| 1990  | Mark Kirchner             | Valeri Medvedtsev (3)            | Épreuve inexistante à cette date | Épreuve inexistante à cette date | Italie                           | Allemagne de l'Est               |
| 1991  | Mark Kirchner (3)         | Mark Kirchner (2)                | Épreuve inexistante à cette date | Épreuve inexistante à cette date | Allemagne                        | Italie                           |
| 1992  | JO d'Albertville          | JO d'Albertville                 | Épreuve inexistante à cette date | Épreuve inexistante à cette date | JO d'Albertville                 | CEI                              |
| 1993  | Andreas Zingerle          | Mark Kirchner (4)                | Épreuve inexistante à cette date | Épreuve inexistante à cette date | Italie (2)                       | Allemagne                        |
| 1994  | JO de Lillehammer         | JO de Lillehammer                | Épreuve inexistante à cette date | Épreuve inexistante à cette date | JO de Lillehammer                | Italie (2)                       |
| 1995  | Tomasz Sikora             | Patrice Bailly-Salins            | Épreuve inexistante à cette date | Épreuve inexistante à cette date | Allemagne (2)                    | Norvège                          |
| 1996  | Sergey Tarasov            | Vladimir Dratchev                | Épreuve inexistante à cette date | Épreuve inexistante à cette date | Russie                           | Biélorussie                      |
| 1997  | Ricco Gross               | Wilfried Pallhuber               | Viktor Maïgourov                 | Épreuve inexistante à cette date | Allemagne (3)                    | Biélorussie (2)                  |
| 1998  | JO de Nagano              | JO de Nagano                     | Vladimir Dratchev (2)            | Épreuve inexistante à cette date | JO de Nagano                     | Norvège (2)                      |
| 1999  | Sven Fischer              | Frank Luck (2)                   | Ricco Gross (2)                  | Sven Fischer (2)                 | Biélorussie                      | Épreuve inexistante à cette date |
| 2000  | Wolfgang Rottmann         | Frode Andresen                   | Frank Luck (3)                   | Raphaël Poirée                   | Russie (2)                       | Épreuve inexistante à cette date |
| 2001  | Paavo Puurunen            | Pavel Rostovtsev                 | Pavel Rostovtsev (2)             | Raphaël Poirée (2)               | France                           | Épreuve inexistante à cette date |
| 2002  | JO de Salt Lake City      | JO de Salt Lake City             | JO de Salt Lake City             | Raphaël Poirée (3)               | JO de Salt Lake City             | Épreuve inexistante à cette date |
| 2003  | Halvard Hanevold          | Ole Einar Bjørndalen             | Ricco Gross (3)                  | Ole Einar Bjørndalen (2)         | Allemagne (4)                    | Épreuve inexistante à cette date |
| 2004  | Raphaël Poirée (5)        | Raphaël Poirée (4)               | Ricco Gross (4)                  | Raphaël Poirée (6)               | Allemagne (5)                    | Épreuve inexistante à cette date |
| 2005  | Roman Dostál              | Ole Einar Bjørndalen (3)         | Ole Einar Bjørndalen (4)         | Ole Einar Bjørndalen (5)         | Norvège (3)                      | Épreuve inexistante à cette date |
| 2007  | Raphaël Poirée (7)        | Ole Einar Bjørndalen (6)         | Ole Einar Bjørndalen (7)         | Michael Greis                    | Russie (3)                       | Épreuve inexistante à cette date |
| 2008  | Emil Hegle Svendsen       | Maxim Tchoudov                   | Ole Einar Bjørndalen (8)         | Emil Hegle Svendsen (2)          | Russie (4)                       | Épreuve inexistante à cette date |
| 2009  | Ole Einar Bjørndalen (11) | Ole Einar Bjørndalen (9)         | Ole Einar Bjørndalen (10)        | Dominik Landertinger             | Norvège (4)                      | Épreuve inexistante à cette date |
| 2011  | Tarjei Bø                 | Arnd Peiffer                     | Martin Fourcade                  | Emil Hegle Svendsen (3)          | Norvège (5)                      | Épreuve inexistante à cette date |
| 2012  | Jakov Fak                 | Martin Fourcade (2)              | Martin Fourcade (3)              | Martin Fourcade (4)              | Norvège (6)                      | Épreuve inexistante à cette date |
| 2013  | Martin Fourcade (5)       | Emil Hegle Svendsen (4)          | Emil Hegle Svendsen (5)          | Tarjei Bø (2)                    | Norvège (7)                      | Épreuve inexistante à cette date |
| 2015  | Martin Fourcade (6)       | Johannes Thingnes Bø             | Erik Lesser                      | Jakov Fak (2)                    | Allemagne (6)                    | Épreuve inexistante à cette date |
| 2016  | Martin Fourcade (9)       | Martin Fourcade (7)              | Martin Fourcade (8)              | Johannes Thingnes Bø (2)         | Norvège (8)                      | Épreuve inexistante à cette date |
| 2017  | Lowell Bailey             | Benedikt Doll                    | Martin Fourcade (10)             | Simon Schempp                    | Russie (5)                       | Épreuve inexistante à cette date |
| 2019  | Arnd Peiffer (2)          | Johannes Thingnes Bø (3)         | Dmytro Pidruchnyi                | Dominik Windisch                 | Norvège (9)                      | Épreuve inexistante à cette date |
| 2020  | Martin Fourcade (11)      | Aleksandr Loguinov               | Émilien Jacquelin                | Johannes Thingnes Bø (4)         | France (2)                       | Épreuve inexistante à cette date |
| 2021  | Sturla Holm Lægreid       | Martin Ponsiluoma                | Émilien Jacquelin (2)            | Sturla Holm Lægreid (2)          | Norvège (10)                     | Épreuve inexistante à cette date |
| 2023  | Johannes Thingnes Bø (7)  | Johannes Thingnes Bø (5)         | Johannes Thingnes Bø (6)         | Sebastian Samuelsson             | France (3)                       | Épreuve inexistante à cette date |
| 2024  | Johannes Thingnes Bø (9)  | Sturla Holm Lægreid (3)          | Johannes Thingnes Bø (8)         | Johannes Thingnes Bø (10)        | Suède                            | Épreuve inexistante à cette date |
| 2025  | Éric Perrot               | Johannes Thingnes Bø (11)        | Johannes Thingnes Bø (12)        | Endre Strømsheim                 | Norvège (11)                     | Épreuve inexistante à cette date |

Évolution des formats
- Épreuve par équipes : de 1958 à 1965, le titre de champion du monde est attribué à partir de la seule épreuve de biathlon existante à l'époque (le 20 km), suivant le classement obtenu par addition des 4 (en 1958) puis 3 meilleurs temps individuels de chaque nation. De 1989 à 1998 une épreuve par équipes spécifique est réellement disputée, sous un format de course de patrouilles : 20 km (de 1989 à 1993) puis 10 km (de 1994 à 1998).

### Femmes
| Année | Individuel (15 km)     | Sprint (7,5 km)             | Poursuite (10 km)                 | Départ Groupé (12,5 km)          | Relais (4 × 6 km)    | Épreuve par équipes              |
| 1984  | Venera Chernychova (2) | Venera Chernychova          | Épreuve inexistante à cette date  | Épreuve inexistante à cette date | Union soviétique     | Épreuve inexistante à cette date |
| 1985  | Kaija Parve            | Sanna Grønlid               | Épreuve inexistante à cette date  | Épreuve inexistante à cette date | Union soviétique (2) | Épreuve inexistante à cette date |
| 1986  | Eva Korpela            | Kaija Parve (2)             | Épreuve inexistante à cette date  | Épreuve inexistante à cette date | Union soviétique (3) | Épreuve inexistante à cette date |
| 1987  | Sanna Grønlid (2)      | Elena Golovina              | Épreuve inexistante à cette date  | Épreuve inexistante à cette date | Union soviétique (4) | Épreuve inexistante à cette date |
| 1988  | Anne Elvebakk          | Petra Schaaf                | Épreuve inexistante à cette date  | Épreuve inexistante à cette date | Union soviétique (5) | Épreuve inexistante à cette date |
| 1989  | Petra Schaaf (2)       | Anne Elvebakk (2)           | Épreuve inexistante à cette date  | Épreuve inexistante à cette date | Union soviétique (6) | Union soviétique                 |
| 1990  | Svetlana Davidova      | Anne Elvebakk (3)           | Épreuve inexistante à cette date  | Épreuve inexistante à cette date | Union soviétique (7) | Union soviétique (2)             |
| 1991  | Petra Schaaf (3)       | Grete Ingeborg Nykkelmo     | Épreuve inexistante à cette date  | Épreuve inexistante à cette date | Union soviétique (8) | Union soviétique (3)             |
| 1992  | JO d'Albertville       | JO d'Albertville            | Épreuve inexistante à cette date  | Épreuve inexistante à cette date | JO d'Albertville     | Allemagne                        |
| 1993  | Petra Schaaf (4)       | Myriam Bédard               | Épreuve inexistante à cette date  | Épreuve inexistante à cette date | Tchéquie             | France                           |
| 1994  | JO de Lillehammer      | JO de Lillehammer           | Épreuve inexistante à cette date  | Épreuve inexistante à cette date | JO de Lillehammer    | Biélorussie                      |
| 1995  | Corinne Niogret        | Anne Briand                 | Épreuve inexistante à cette date  | Épreuve inexistante à cette date | Allemagne            | Norvège                          |
| 1996  | Emmanuelle Claret      | Olga Romasko                | Épreuve inexistante à cette date  | Épreuve inexistante à cette date | Allemagne (2)        | Allemagne (2)                    |
| 1997  | Magdalena Forsberg (2) | Olga Romasko (2)            | Magdalena Forsberg                | Épreuve inexistante à cette date | Allemagne (3)        | Norvège (2)                      |
| 1998  | JO de Nagano           | JO de Nagano                | Magdalena Forsberg (3)            | Épreuve inexistante à cette date | JO de Nagano         | Russie                           |
| 1999  | Olena Zubrilova (2)    | Martina Zellner             | Olena Zubrilova                   | Olena Zubrilova (3)              | Allemagne (4)        | Épreuve inexistante à cette date |
| 2000  | Corinne Niogret (2)    | Liv Grete Poirée            | Magdalena Forsberg (4)            | Liv Grete Poirée (2)             | Russie               | Épreuve inexistante à cette date |
| 2001  | Magdalena Forsberg (5) | Kati Wilhelm                | Liv Grete Poirée (3)              | Magdalena Forsberg (6)           | Russie (2)           | Épreuve inexistante à cette date |
| 2002  | JO de Salt Lake City   | JO de Salt Lake City        | JO de Salt Lake City              | Olena Zubrilova (4)              | JO de Salt Lake City | Épreuve inexistante à cette date |
| 2003  | Kateřina Holubcová     | Sylvie Becaert              | Martina Glagow et Sandrine Bailly | Albina Akhatova                  | Russie (3)           | Épreuve inexistante à cette date |
| 2004  | Olga Pyleva            | Liv Grete Poirée (4)        | Liv Grete Poirée (5)              | Liv Grete Poirée (6)             | Norvège              | Épreuve inexistante à cette date |
| 2005  | Andrea Henkel          | Uschi Disl                  | Uschi Disl (2)                    | Gro Istad-Kristiansen            | Russie (4)           | Épreuve inexistante à cette date |
| 2007  | Linda Grubben          | Magdalena Neuner            | Magdalena Neuner (2)              | Andrea Henkel (2)                | Allemagne (5)        | Épreuve inexistante à cette date |
| 2008  | Ekaterina Iourieva     | Andrea Henkel (3)           | Andrea Henkel (4)                 | Magdalena Neuner (3)             | Allemagne (6)        | Épreuve inexistante à cette date |
| 2009  | Kati Wilhelm (3)       | Kati Wilhelm (2)            | Helena Jonsson                    | Olga Zaïtseva                    | Russie (5)           | Épreuve inexistante à cette date |
| 2011  | Helena Ekholm (2)      | Magdalena Neuner (4)        | Kaisa Mäkäräinen                  | Magdalena Neuner (5)             | Allemagne (7)        | Épreuve inexistante à cette date |
| 2012  | Tora Berger            | Magdalena Neuner (6)        | Darya Domracheva                  | Tora Berger (2)                  | Allemagne (8)        | Épreuve inexistante à cette date |
| 2013  | Tora Berger (4)        | Olena Pidhrushna            | Tora Berger (3)                   | Darya Domracheva (2)             | Norvège (2)          | Épreuve inexistante à cette date |
| 2015  | Ekaterina Yurlova      | Marie Dorin-Habert          | Marie Dorin-Habert (2)            | Valj Semerenko                   | Allemagne (9)        | Épreuve inexistante à cette date |
| 2016  | Marie Dorin-Habert (3) | Tiril Eckhoff               | Laura Dahlmeier                   | Marie Dorin-Habert (4)           | Norvège (3)          | Épreuve inexistante à cette date |
| 2017  | Laura Dahlmeier (3)    | Gabriela Koukalová          | Laura Dahlmeier (2)               | Laura Dahlmeier (4)              | Allemagne (10)       | Épreuve inexistante à cette date |
| 2019  | Hanna Öberg            | Anastasia Kuzmina           | Denise Herrmann                   | Dorothea Wierer                  | Norvège (4)          | Épreuve inexistante à cette date |
| 2020  | Dorothea Wierer (3)    | Marte Olsbu Røiseland       | Dorothea Wierer (2)               | Marte Olsbu Røiseland (2)        | Norvège (5)          | Épreuve inexistante à cette date |
| 2021  | Markéta Davidová       | Tiril Eckhoff (2)           | Tiril Eckhoff (3)                 | Lisa Theresa Hauser              | Norvège (6)          | Épreuve inexistante à cette date |
| 2023  | Hanna Öberg (2)        | Denise Herrmann-Wick (2)    | Julia Simon                       | Hanna Öberg (3)                  | Italie               | Épreuve inexistante à cette date |
| 2024  | Lisa Vittozzi          | Julia Simon (2)             | Julia Simon (3)                   | Justine Braisaz-Bouchet          | France               | Épreuve inexistante à cette date |
| 2025  | Julia Simon (4)        | Justine Braisaz-Bouchet (2) | Franziska Preuß                   | Elvira Öberg                     | France (2)           | Épreuve inexistante à cette date |

Évolution des formats
- Individuel : 10 km et seulement trois séances de tir (de 1984 à 1988) ;
- Relais : 3 x 5 km de 1984 à 1988, 3 x 7,5 km de 1989 à 1992, 4 x 7,5 km de 1993 à 2002 ;
- Épreuve par équipes : disputée sous un format de course de patrouilles, sur une distance de 15 km (de 1989 à 1993) puis 7,5 km (de 1994 à 1998).

### Mixte
| Année | Relais mixte  | Relais mixte simple              |
| 2005  | Russie        | Épreuve inexistante à cette date |
| 2006  | Russie (2)    | Épreuve inexistante à cette date |
| 2007  | Suède         | Épreuve inexistante à cette date |
| 2008  | Allemagne     | Épreuve inexistante à cette date |
| 2009  | France        | Épreuve inexistante à cette date |
| 2010  | Allemagne (2) | Épreuve inexistante à cette date |
| 2011  | Norvège       | Épreuve inexistante à cette date |
| 2012  | Norvège (2)   | Épreuve inexistante à cette date |
| 2013  | Norvège (3)   | Épreuve inexistante à cette date |
| 2015  | Tchéquie      | Épreuve inexistante à cette date |
| 2016  | France (2)    | Épreuve inexistante à cette date |
| 2017  | Allemagne (3) | Épreuve inexistante à cette date |
| 2019  | Norvège (4)   | Norvège                          |
| 2020  | Norvège (5)   | Norvège (2)                      |
| 2021  | Norvège (6)   | France                           |
| 2023  | Norvège (7)   | Norvège (3)                      |
| 2024  | France (3)    | France (2)                       |
| 2025  | France (4)    | France (3)                       |

Formats adoptés suivant les éditions
| Relais mixte : - 4 x 6 km (F, F, H, H) : en 2005, 2020, 2023 et 2025. - 4 x 6 km (F, H, F, H) : en 2006. - 2 x 6 km F + 2 x 7,5 km H : de 2007 à 2019 (11 éditions). - 4 x 7,5 km (H, H, F, F) : en 2021. - 4 x 6 km (H, H, F, F) : en 2024. | Relais mixte simple : - 6 km F + 7,5 km H : en 2019, 2020, 2023 et 2025. - 6 km H + 7,5 km F : en 2021 et 2024. |

## Statistiques[2]

### Titres

#### Hommes
| Nombre de titres | Biathlète            | Détail des titres |
| 12               | Johannes Thingnes Bø | 2015 Sprint , 2016 Mass start , 2019 Sprint , 2020 Mass start , 2023 Sprint / Poursuite / Individuel , 2024 Poursuite / Individuel / Mass start 2025 Sprint / Poursuite |
| 11               | Ole Einar Bjørndalen | 2003 Sprint / Mass Start , 2005 Sprint / Poursuite / Mass Start , 2007 Sprint / Poursuite , 2008 Poursuite , 2009 Individuel / Sprint / Poursuite                       |
| 11               | Martin Fourcade      | 2011 Poursuite , 2012 Sprint / Poursuite / Mass-start , 2013 Individuel , 2015 Individuel, 2016 Sprint / Poursuite / Individuel , 2017 Poursuite , 2020 Individuel      |
| 7                | Raphaël Poirée       | 2000 Mass Start , 2001 Mass Start , 2002 Mass Start , 2004 Individuel / Sprint / Mass Start , 2007 Individuel                                                           |
| 5                | Alexandre Tikhonov   | 1969 Individuel , 1970 Individuel , 1973 Individuel , 1976 Sprint , 1977 Sprint                                                                                         |
| 5                | Frank Ullrich        | 1978 Sprint , 1979 Sprint , 1981 Sprint , 1982 Individuel , 1983 Individuel                                                                                             |
| 5                | Emil Hegle Svendsen  | 2008 Individuel / Mass-start , 2011 Mass-start , 2013 Sprint / Poursuite                                                                                                |
| 4                | / Mark Kirchner      | 1990 Individuel , 1991 Individuel / Sprint , 1993 Sprint |
| 4                | Ricco Gross          | 1997 Individuel , 1999 Poursuite , 2003 Poursuite , 2004 Poursuite |
| 3                | Vladimir Melanine    | 1959 Individuel , 1962 Individuel , 1963 Individuel |
| 3                | Heikki Ikola         | 1975 Individuel , 1977 Individuel , 1981 Individuel |
| 3                | Eirik Kvalfoss       | 1982 Sprint , 1983 Sprint , 1989 Individuel |
| 3                | Frank-Peter Rötsch   | 1985 Sprint , 1987 Individuel / Sprint |
| 3                | Valeri Medvedtsev    | 1986 Individuel / Sprint , 1990 Sprint |
| 3                | Frank Luck           | 1989 Sprint , 1999 Sprint , 2000 Poursuite |
| 3                | Sturla Holm Lægreid  | 2021 Individuel / Mass Start , 2024 Sprint |

#### Femmes
| Nombre de titres | Biathlète          | Détail des titres                                                                         |
| 6                | Magdalena Forsberg | 1997 Individuel / Poursuite, 1998 Poursuite, 2000 Poursuite, 2001 Individuel / Mass Start |
| 6                | Liv Grete Poirée   | 2000 Sprint / Mass Start , 2001 Poursuite , 2004 Sprint / Poursuite / Mass Start          |
| 6                | Magdalena Neuner   | 2007 Sprint / Poursuite, 2008 Mass Start , 2011 Sprint / Mass Start , 2012 Sprint         |
| 4                | Petra Schaaf       | 1988 Sprint, 1989 Individuel , 1991 Individuel , 1993 Individuel                          |
| 4                | Andrea Henkel      | 2005 Individuel , 2007 Mass Start , 2008 Sprint / Poursuite                               |
| 4                | Olena Zubrilova    | 1999 Individuel / Poursuite / Mass Start , 2002 Mass Start                                |
| 4                | Tora Berger        | 2012 Individuel / Mass-start, 2013 Poursuite / Individuel                                 |
| 4                | Marie Dorin-Habert | 2015 Sprint / Poursuite, 2016 Individuel / Mass Start                                     |
| 4                | Laura Dahlmeier    | 2016 Poursuite, 2017 Poursuite / Individuel / Mass Start                                  |
| 4                | Julia Simon        | 2023 Poursuite, 2024 Sprint / Poursuite, 2025 Individuel                                  |
| 3                | Anne Elvebakk      | 1988 Individuel , 1989 Sprint, 1990 Sprint                                                |
| 3                | Kati Wilhelm       | 2001 Sprint, 2009 Individuel / Sprint                                                     |
| 3                | Dorothea Wierer    | 2019 Mass Start, 2020 Poursuite / Individuel                                              |
| 3                | Tiril Eckhoff      | 2016 Sprint, 2021 Sprint / Poursuite                                                      |
| 3                | Hanna Öberg        | 2019 Individuel, 2023 Individuel / Mass Start                                             |

Mis à jour en février 2025

### Médailles

#### Hommes
| Rang | Biathlète            | Pays                         | Période   | Période   | Médailles | Médailles | Médailles | Médailles |
| Rang | Biathlète            | Pays                         | de        | à         | Or        | Argent    | Bronze    | Total     |
| ---- | -------------------- | ---------------------------- | --------- | --------- | --------- | --------- | --------- | --------- |
| 1    | Johannes Thingnes Bø | Norvège                      | 2015      | 2025      | 23        | 14        | 6         | 43        |
| 2    | Ole Einar Bjørndalen | Norvège                      | 1997      | 2017      | 20        | 14        | 11        | 45        |
| 3    | Martin Fourcade      | France                       | 2011      | 2020      | 13        | 10        | 5         | 28        |
| 4    | Tarjei Bø            | Norvège                      | 2011      | 2025      | 12        | 7         | 9         | 28        |
| 5    | Emil Hegle Svendsen  | Norvège                      | 2007      | 2016      | 12        | 6         | 3         | 21        |
| 6    | Frank Luck           | Allemagne de l'Est Allemagne | 1989 1991 | 1990 2004 | 11        | 5         | 4         | 20        |
| 7    | Alexandre Tikhonov   | Union soviétique             | 1967      | 1979      | 11        | 4         | 2         | 17        |
| 8    | Ricco Gross          | Allemagne                    | 1991      | 2007      | 9         | 5         | 6         | 20        |
| 9    | Frank Ullrich        | Allemagne de l'Est           | 1977      | 1983      | 9         | 4         | 1         | 14        |
| 10   | Raphaël Poirée       | France                       | 1998      | 2007      | 8         | 3         | 7         | 18        |
| 11   | Sven Fischer         | Allemagne                    | 1993      | 2007      | 7         | 6         | 7         | 20        |

| Rang | Biathlète            | Pays                         | Période   | Période   | Médailles | Médailles | Médailles | Médailles |
| Rang | Biathlète            | Pays                         | de        | à         | Or        | Argent    | Bronze    | Total     |
| ---- | -------------------- | ---------------------------- | --------- | --------- | --------- | --------- | --------- | --------- |
| 1    | Johannes Thingnes Bø | Norvège                      | 2015      | 2025      | 12        | 7         | 3         | 22        |
| 2    | Ole Einar Bjørndalen | Norvège                      | 1997      | 2017      | 11        | 6         | 9         | 26        |
| 3    | Martin Fourcade      | France                       | 2011      | 2020      | 11        | 4         | 3         | 18        |
| 4    | Raphaël Poirée       | France                       | 1998      | 2007      | 7         | 2         | 5         | 14        |
| 5    | Emil Hegle Svendsen  | Norvège                      | 2008      | 2016      | 5         | 3         | 2         | 10        |
| 6    | Frank Ullrich        | Allemagne de l'Est           | 1978      | 1983      | 5         | 3         | –         | 8         |
| 7    | Alexander Tikhonov   | Union soviétique             | 1969      | 1979      | 5         | 2         | 1         | 8         |
| 8    | Ricco Groß           | Allemagne                    | 1995      | 2005      | 4         | 3         | 3         | 10        |
| 9    | Mark Kirchner        | Allemagne de l'Est Allemagne | 1990 1991 | 1990 1993 | 4         | –         | –         | 4         |
| 10   | Eirik Kvalfoss       | Norvège                      | 1982      | 1991      | 3         | 4         | 2         | 9         |

#### Femmes
| Rang | Biathlète                        | Pays                   | Période | Période | Médailles | Médailles | Médailles | Médailles |
| Rang | Biathlète                        | Pays                   | de      | à       | Or        | Argent    | Bronze    | Total     |
| ---- | -------------------------------- | ---------------------- | ------- | ------- | --------- | --------- | --------- | --------- |
| 1    | Marte Olsbu Røiseland            | Norvège                | 2016    | 2023    | 13        | 0         | 4         | 17        |
| 2    | Magdalena Neuner                 | Allemagne              | 2007    | 2012    | 12        | 4         | 1         | 17        |
| 3    | Tiril Eckhoff                    | Norvège                | 2015    | 2021    | 10        | 2         | 2         | 14        |
| 4    | Elena Golovina                   | Union soviétique       | 1985    | 1991    | 10        | 1         | 1         | 12        |
| 5    | Julia Simon                      | France                 | 2021    | 2025    | 10        | 0         | 3         | 13        |
| 6    | Petra Behle (Schaaf)             | Allemagne              | 1988    | 1997    | 9         | 2         | 2         | 13        |
| 7    | Uschi Disl                       | Allemagne              | 1991    | 2005    | 8         | 8         | 3         | 19        |
| 8    | Andrea Henkel                    | Allemagne              | 2000    | 2013    | 8         | 6         | 2         | 16        |
| 9    | Tora Berger                      | Norvège                | 2006    | 2013    | 8         | 5         | 5         | 18        |
| 10   | Liv Grete Poirée (Skjelbreid)    | Norvège                | 1997    | 2004    | 8         | 3         | 2         | 13        |
| 11   | Laura Dahlmeier                  | Allemagne              | 2015    | 2019    | 7         | 3         | 5         | 15        |
| 12   | Svetlana Petcherskaia (Davidova) | Union soviétique & CEI | 1989    | 1992    | 7         | 3         | 1         | 11        |
| 13   | Kaija Parve                      | Union soviétique       | 1984    | 1988    | 7         | 2         | 0         | 9         |

| Rang | Biathlète                     | Pays                | Période   | Période   | Médailles | Médailles | Médailles | Médailles |
| Rang | Biathlète                     | Pays                | de        | à         | Or        | Argent    | Bronze    | Total     |
| ---- | ----------------------------- | ------------------- | --------- | --------- | --------- | --------- | --------- | --------- |
| 1    | Magdalena Neuner              | Allemagne           | 2007      | 2012      | 6         | 2         | –         | 8         |
| 2    | Magdalena Forsberg (Wallin)   | Suède               | 1996      | 2001      | 6         | 1         | 5         | 12        |
| 3    | Liv Grete Poirée (Skjelbreid) | Norvège             | 2000      | 2004      | 6         | 1         | 2         | 9         |
| 4    | Olena Zubrilova               | Ukraine Biélorussie | 1997 2003 | 2002 2005 | 4         | 4         | 3         | 11        |
| 5    | Laura Dahlmeier               | Allemagne           | 2015      | 2019      | 4         | 3         | 4         | 11        |
| 6    | Tora Berger                   | Norvège             | 2008      | 2013      | 4         | 3         | 2         | 9         |
| 7    | Marie Dorin Habert            | France              | 2015      | 2016      | 4         | 1         | 1         | 6         |
| 8    | Andrea Henkel                 | Allemagne           | 2005      | 2013      | 4         | 1         | –         | 5         |
| 9    | Julia Simon                   | France              | 2023      | 2025      | 4         | –         | 2         | 6         |
| 10   | Petra Schaaf                  | Allemagne           | 1988      | 1993      | 4         | –         | 1         | 5         |
| 11   | Hanna Öberg                   | Suède               | 2019      | 2023      | 3         | 2         | 1         | 6         |

Mis à jour après les championnats 2025

## Tableaux des médailles

### Général
| Médailles | Pays               | Or  | Argent | Bronze | Ensemble |
| --------- | ------------------ | --- | ------ | ------ | -------- |
| 1         | Norvège            | 97  | 85     | 75     | 257      |
| 2         | Allemagne          | 67  | 60     | 48     | 175      |
| 3         | France             | 51  | 40     | 52     | 143      |
| 4         | Union soviétique   | 45  | 30     | 21     | 96       |
| 5         | Russie             | 28  | 39     | 28     | 95       |
| 6         | Suède              | 19  | 21     | 33     | 73       |
| 7         | Allemagne de l'Est | 19  | 12     | 10     | 41       |
| 8         | Italie             | 12  | 14     | 14     | 40       |
| 9         | Finlande           | 10  | 10     | 17     | 37       |
| 10        | Ukraine            | 7   | 11     | 21     | 39       |
| 11        | Biélorussie        | 6   | 9      | 14     | 29       |
| 12        | Tchéquie           | 6   | 7      | 9      | 22       |
| 13        | Autriche           | 3   | 8      | 11     | 22       |
| 14        | Slovénie           | 2   | 2      | 1      | 5        |
| 15        | Pologne            | 1   | 6      | 7      | 14       |
| 16        | États-Unis         | 1   | 6      | 1      | 8        |
| 17        | Canada             | 1   | 2      | 1      | 4        |
| 17        | Slovaquie          | 1   | 2      | 1      | 4        |
| 19        | Bulgarie           | 0   | 4      | 4      | 8        |
| 20        | Chine              | 0   | 3      | 0      | 3        |
| 21        | Tchécoslovaquie    | 0   | 1      | 3      | 4        |
| 22        | Lettonie           | 0   | 1      | 2      | 3        |
| 23        | Roumanie           | 0   | 1      | 0      | 1        |
| 24        | Croatie            | 0   | 0      | 1      | 1        |
| 24        | Estonie            | 0   | 0      | 1      | 1        |
| Total     |                    | 376 | 374    | 376    | 1126     |

Mis à jour après les championnats 2025

### Par édition
- 1958 : Saalfelden (Autriche)

| Médailles | Pays             | Or | Argent | Bronze | Ensemble |
| --------- | ---------------- | -- | ------ | ------ | -------- |
| 1         | Suède            | 2  | 1      | 0      | 3        |
| 2         | Union soviétique | 0  | 1      | 1      | 2        |
| 3         | Norvège          | 0  | 0      | 1      | 1        |

- 1959 : Courmayeur (Italie)

| Médailles | Pays             | Or | Argent | Bronze | Ensemble |
| --------- | ---------------- | -- | ------ | ------ | -------- |
| 1         | Union soviétique | 2  | 1      | 0      | 3        |
| 2         | Suède            | 0  | 1      | 1      | 2        |
| 3         | Norvège          | 0  | 0      | 1      | 1        |

- 1961 : Umeå (Suède)

| Médailles | Pays             | Or | Argent | Bronze | Ensemble |
| --------- | ---------------- | -- | ------ | ------ | -------- |
| 1         | Finlande         | 2  | 0      | 1      | 3        |
| 2         | Union soviétique | 0  | 2      | 0      | 2        |
| 3         | Suède            | 0  | 0      | 1      | 1        |

- 1962 : Hämeenlinna (Finlande)

| Médailles | Pays             | Or | Argent | Bronze | Ensemble |
| --------- | ---------------- | -- | ------ | ------ | -------- |
| 1         | Union soviétique | 2  | 0      | 1      | 3        |
| 2         | Finlande         | 0  | 2      | 0      | 2        |
| 3         | Norvège          | 0  | 0      | 1      | 1        |

- 1963 : Seefeld (Autriche)

| Médailles | Pays             | Or | Argent | Bronze | Ensemble |
| --------- | ---------------- | -- | ------ | ------ | -------- |
| 1         | Union soviétique | 2  | 0      | 0      | 2        |
| 2         | Finlande         | 0  | 2      | 1      | 3        |
| 3         | Norvège          | 0  | 0      | 1      | 1        |

- 1965 : Elverum (Norvège)

| Médailles | Pays             | Or | Argent | Bronze | Ensemble |
| --------- | ---------------- | -- | ------ | ------ | -------- |
| 1         | Norvège          | 2  | 0      | 0      | 2        |
| 2         | Union soviétique | 0  | 2      | 0      | 2        |
| 3         | Finlande         | 0  | 0      | 1      | 1        |
| 3         | Pologne          | 0  | 0      | 1      | 1        |

- 1966 : Garmisch-Partenkirchen (Allemagne)

| Médailles | Pays             | Or | Argent | Bronze | Ensemble |
| --------- | ---------------- | -- | ------ | ------ | -------- |
| 1         | Norvège          | 2  | 0      | 0      | 2        |
| 2         | Pologne          | 0  | 2      | 0      | 2        |
| 3         | Union soviétique | 0  | 0      | 1      | 1        |
| 4         | Suède            | 0  | 0      | 1      | 1        |

- 1967 : Altenberg (Allemagne)

| Médailles | Pays             | Or | Argent | Bronze | Ensemble |
| --------- | ---------------- | -- | ------ | ------ | -------- |
| 1         | Union soviétique | 1  | 1      | 0      | 2        |
| 2         | Norvège          | 1  | 0      | 1      | 2        |
| 3         | Pologne          | 0  | 1      | 0      | 1        |
| 4         | Suède            | 0  | 0      | 1      | 1        |

- 1969 : Zakopane (Pologne)

| Médailles | Pays             | Or | Argent | Bronze | Ensemble |
| --------- | ---------------- | -- | ------ | ------ | -------- |
| 1         | Union soviétique | 2  | 1      | 0      | 3        |
| 2         | Norvège          | 0  | 1      | 1      | 2        |
| 3         | Finlande         | 0  | 0      | 1      | 1        |

- 1970 : Östersund (Suède)

| Médailles | Pays               | Or | Argent | Bronze | Ensemble |
| --------- | ------------------ | -- | ------ | ------ | -------- |
| 1         | Union soviétique   | 2  | 0      | 1      | 3        |
| 2         | Norvège            | 0  | 2      | 0      | 2        |
| 3         | Allemagne de l'Est | 0  | 0      | 1      | 1        |

- 1971 : Hämeenlinna (Finlande)

| Médailles | Pays               | Or | Argent | Bronze | Ensemble |
| --------- | ------------------ | -- | ------ | ------ | -------- |
| 1         | Union soviétique   | 1  | 1      | 0      | 2        |
| 2         | Allemagne de l'Est | 1  | 0      | 0      | 1        |
| 3         | Norvège            | 0  | 1      | 1      | 2        |
| 4         | Pologne            | 0  | 0      | 1      | 1        |

- 1973 : Lake Placid (États-Unis)

| Médailles | Pays               | Or | Argent | Bronze | Ensemble |
| --------- | ------------------ | -- | ------ | ------ | -------- |
| 1         | Union soviétique   | 2  | 1      | 0      | 3        |
| 2         | Norvège            | 0  | 1      | 1      | 2        |
| 3         | Allemagne de l'Est | 0  | 0      | 1      | 1        |

- 1974 : Minsk (URSS)

| Médailles | Pays               | Or | Argent | Bronze | Ensemble |
| --------- | ------------------ | -- | ------ | ------ | -------- |
| 1         | Finlande           | 2  | 1      | 0      | 3        |
| 2         | Union soviétique   | 1  | 0      | 0      | 1        |
| 3         | Allemagne de l'Est | 0  | 1      | 0      | 1        |
| 3         | Roumanie           | 0  | 1      | 0      | 1        |
| 5         | Norvège            | 0  | 0      | 2      | 2        |
| 6         | Suède              | 0  | 0      | 1      | 1        |

- 1975 : Antholz-Anterselva (Italie)

| Médailles | Pays               | Or | Argent | Bronze | Ensemble |
| --------- | ------------------ | -- | ------ | ------ | -------- |
| 1         | Finlande           | 2  | 0      | 1      | 3        |
| 2         | Union soviétique   | 1  | 3      | 0      | 4        |
| 3         | Allemagne de l'Est | 0  | 0      | 1      | 1        |
| 3         | Pologne            | 0  | 0      | 1      | 1        |

- 1976 : Antholz-Anterselva (Italie)    (sprint uniquement)

| Médailles | Pays             | Or | Argent | Bronze | Ensemble |
| --------- | ---------------- | -- | ------ | ------ | -------- |
| 1         | Union soviétique | 1  | 1      | 1      | 3        |

- 1977 : Vingrom (Norvège)

| Médailles | Pays               | Or | Argent | Bronze | Ensemble |
| --------- | ------------------ | -- | ------ | ------ | -------- |
| 1         | Union soviétique   | 2  | 1      | 2      | 5        |
| 2         | Finlande           | 1  | 1      | 0      | 2        |
| 3         | Norvège            | 0  | 1      | 0      | 1        |
| 4         | Allemagne de l'Est | 0  | 0      | 1      | 1        |

- 1978 : Hochfilzen (Autriche)

| Médailles | Pays                 | Or | Argent | Bronze | Ensemble |
| --------- | -------------------- | -- | ------ | ------ | -------- |
| 1         | Allemagne de l'Est   | 2  | 2      | 2      | 6        |
| 2         | Norvège              | 1  | 1      | 0      | 2        |
| 3         | Allemagne de l'Ouest | 0  | 0      | 1      | 1        |

- 1979 : Ruhpolding (Allemagne)

| Médailles | Pays               | Or | Argent | Bronze | Ensemble |
| --------- | ------------------ | -- | ------ | ------ | -------- |
| 1         | Allemagne de l'Est | 3  | 0      | 0      | 3        |
| 3         | Norvège            | 0  | 1      | 1      | 2        |
| 3         | Union soviétique   | 0  | 1      | 1      | 2        |
| 4         | Finlande           | 0  | 1      | 0      | 1        |
| 4         | Italie             | 0  | 0      | 1      | 1        |

- 1981 : Lahti (Finlande)

| Médailles | Pays                 | Or | Argent | Bronze | Ensemble |
| --------- | -------------------- | -- | ------ | ------ | -------- |
| 1         | Allemagne de l'Est   | 2  | 1      | 0      | 3        |
| 2         | Finlande             | 1  | 1      | 1      | 3        |
| 3         | Allemagne de l'Ouest | 0  | 1      | 0      | 1        |
| 4         | France               | 0  | 0      | 1      | 1        |
| 4         | Union soviétique     | 0  | 0      | 1      | 1        |

- 1982 : Minsk (URSS)

| Médailles | Pays               | Or | Argent | Bronze | Ensemble |
| --------- | ------------------ | -- | ------ | ------ | -------- |
| 1         | Allemagne de l'Est | 2  | 1      | 0      | 3        |
| 2         | Norvège            | 1  | 2      | 1      | 4        |
| 3         | Union soviétique   | 0  | 0      | 2      | 2        |

- 1983 : Antholz-Anterselva (Italie)

| Médailles | Pays                 | Or | Argent | Bronze | Ensemble |
| --------- | -------------------- | -- | ------ | ------ | -------- |
| 1         | Allemagne de l'Est   | 1  | 2      | 0      | 3        |
| 2         | Norvège              | 1  | 0      | 1      | 2        |
| 3         | Union soviétique     | 1  | 0      | 0      | 1        |
| 4         | Allemagne de l'Ouest | 0  | 1      | 1      | 2        |
| 4         | Autriche             | 0  | 0      | 1      | 1        |

- 1984 : Chamonix (France)  (premiers championnats du monde féminins, pas d'épreuve masculine cf. Jeux olympiques)

| Médailles | Pays             | Or | Argent | Bronze | Ensemble |
| --------- | ---------------- | -- | ------ | ------ | -------- |
| 1         | Union soviétique | 3  | 1      | 1      | 5        |
| 2         | Norvège          | 0  | 2      | 0      | 2        |
| 3         | Autriche         | 0  | 0      | 1      | 1        |
| 3         | États-Unis       | 0  | 0      | 1      | 1        |

- 1985 : Ruhpolding (Allemagne) (épreuves masculines) et Egg am Etzel (Suisse) (épreuves féminines)

| Médailles | Pays                 | Or | Argent | Bronze | Ensemble |
| --------- | -------------------- | -- | ------ | ------ | -------- |
| 1         | Union soviétique     | 4  | 1      | 1      | 6        |
| 2         | Norvège              | 1  | 3      | 0      | 4        |
| 3         | Allemagne de l'Est   | 1  | 2      | 0      | 3        |
| 4         | Finlande             | 0  | 0      | 2      | 2        |
| 5         | Allemagne de l'Ouest | 0  | 0      | 1      | 1        |
| 5         | Italie               | 0  | 0      | 1      | 1        |
| 5         | Suède                | 0  | 0      | 1      | 1        |

- 1986 : Holmenkollen (Norvège) (épreuves masculines) et Falun (Suède) (épreuves féminines)

| Médailles | Pays               | Or | Argent | Bronze | Ensemble |
| --------- | ------------------ | -- | ------ | ------ | -------- |
| 1         | Union soviétique   | 5  | 1      | 0      | 6        |
| 2         | Suède              | 1  | 1      | 1      | 3        |
| 3         | Allemagne de l'Est | 0  | 2      | 1      | 3        |
| 4         | Norvège            | 0  | 1      | 2      | 3        |
| 5         | Autriche           | 0  | 1      | 1      | 2        |
| 6         | Italie             | 0  | 0      | 1      | 1        |

- 1987 : Lake Placid (États-Unis) (épreuves masculines) et Lahti (Finlande) (épreuves féminines)

| Médailles | Pays                 | Or | Argent | Bronze | Ensemble |
| --------- | -------------------- | -- | ------ | ------ | -------- |
| 1         | Allemagne de l'Est   | 3  | 1      | 1      | 5        |
| 2         | Union soviétique     | 2  | 3      | 0      | 5        |
| 3         | Norvège              | 1  | 0      | 2      | 3        |
| 4         | États-Unis           | 0  | 1      | 0      | 1        |
| 4         | Suède                | 0  | 1      | 0      | 1        |
| 6         | Allemagne de l'Ouest | 0  | 0      | 1      | 1        |
| 6         | Finlande             | 0  | 0      | 1      | 1        |
| 6         | Tchécoslovaquie      | 0  | 0      | 1      | 1        |

- 1988 : Chamonix (France)  (épreuves féminines uniquement)

| Médailles | Pays                 | Or | Argent | Bronze | Ensemble |
| --------- | -------------------- | -- | ------ | ------ | -------- |
| 1         | Norvège              | 1  | 2      | 1      | 4        |
| 2         | Union soviétique     | 1  | 0      | 1      | 2        |
| 3         | Allemagne de l'Ouest | 1  | 0      | 0      | 1        |
| 4         | Suède                | 0  | 1      | 1      | 2        |

- 1989 : Feistritz (Autriche) (épreuves masculines et féminines sur le même site pour la première fois)

| Médailles | Pays                 | Or | Argent | Bronze | Ensemble |
| --------- | -------------------- | -- | ------ | ------ | -------- |
| 1         | Union soviétique     | 3  | 1      | 3      | 7        |
| 2         | Norvège              | 2  | 4      | 1      | 7        |
| 3         | Allemagne de l'Est   | 2  | 0      | 1      | 3        |
| 4         | Allemagne de l'Ouest | 1  | 1      | 2      | 4        |
| 5         | Bulgarie             | 0  | 2      | 0      | 2        |
| 6         | Tchécoslovaquie      | 0  | 0      | 1      | 1        |

- 1990 : Minsk (URSS), Holmenkollen (Norvège) et Kontiolahti (Finlande)

| Médailles | Pays                 | Or | Argent | Bronze | Ensemble |
| --------- | -------------------- | -- | ------ | ------ | -------- |
| 1         | Union soviétique     | 4  | 3      | 2      | 9        |
| 2         | Allemagne de l'Est   | 2  | 0      | 1      | 3        |
| 3         | Norvège              | 1  | 2      | 1      | 4        |
| 4         | Italie               | 1  | 0      | 0      | 1        |
| 5         | Allemagne de l'Ouest | 0  | 1      | 1      | 2        |
| 5         | France               | 0  | 1      | 1      | 2        |
| 7         | Tchécoslovaquie      | 0  | 1      | 0      | 1        |
| 8         | Bulgarie             | 0  | 0      | 1      | 1        |
| 8         | Finlande             | 0  | 0      | 1      | 1        |

- 1991 : Lahti (Finlande)

| Médailles | Pays             | Or | Argent | Bronze | Ensemble |
| --------- | ---------------- | -- | ------ | ------ | -------- |
| 1         | Allemagne        | 4  | 1      | 1      | 6        |
| 2         | Union soviétique | 2  | 3      | 2      | 7        |
| 3         | Norvège          | 1  | 3      | 4      | 8        |
| 4         | Italie           | 1  | 0      | 0      | 1        |
| 5         | Bulgarie         | 0  | 1      | 1      | 2        |

- 1992 : Novossibirsk (Russie) (épreuves par équipes uniquement)

| Médailles | Pays            | Or | Argent | Bronze | Ensemble |
| --------- | --------------- | -- | ------ | ------ | -------- |
| 1         | CEI             | 1  | 1      | 0      | 2        |
| 2         | Allemagne       | 1  | 0      | 0      | 1        |
| 3         | Norvège         | 0  | 1      | 0      | 1        |
| 4         | Estonie         | 0  | 0      | 1      | 1        |
| 4         | Tchécoslovaquie | 0  | 0      | 1      | 1        |

- 1993 : Borovetz (Bulgarie)

| Médailles | Pays        | Or | Argent | Bronze | Ensemble |
| --------- | ----------- | -- | ------ | ------ | -------- |
| 1         | Allemagne   | 3  | 0      | 1      | 4        |
| 2         | Italie      | 2  | 0      | 0      | 2        |
| 3         | France      | 1  | 1      | 1      | 3        |
| 4         | Canada      | 1  | 1      | 0      | 2        |
| 5         | Tchéquie    | 1  | 0      | 0      | 1        |
| 6         | Russie      | 0  | 4      | 4      | 8        |
| 7         | Biélorussie | 0  | 1      | 1      | 2        |
| 8         | Norvège     | 0  | 1      | 0      | 1        |
| 9         | Pologne     | 0  | 0      | 1      | 1        |

- 1994 : Canmore (Canada) (épreuves par équipes uniquement)

| Médailles | Pays        | Or | Argent | Bronze | Ensemble |
| --------- | ----------- | -- | ------ | ------ | -------- |
| 1         | Biélorussie | 1  | 0      | 0      | 1        |
| 1         | Italie      | 1  | 0      | 0      | 1        |
| 3         | Norvège     | 0  | 1      | 0      | 1        |
| 3         | Russie      | 0  | 1      | 0      | 1        |
| 5         | Allemagne   | 0  | 0      | 1      | 1        |
| 5         | France      | 0  | 0      | 1      | 1        |

- 1995 : Antholz-Anterselva (Italie)

| Médailles | Pays        | Or | Argent | Bronze | Ensemble |
| --------- | ----------- | -- | ------ | ------ | -------- |
| 1         | France      | 3  | 2      | 3      | 8        |
| 2         | Allemagne   | 2  | 3      | 1      | 6        |
| 3         | Norvège     | 2  | 1      | 1      | 4        |
| 4         | Pologne     | 1  | 0      | 0      | 1        |
| 5         | Tchéquie    | 0  | 1      | 0      | 1        |
| 5         | Russie      | 0  | 1      | 0      | 1        |
| 7         | Biélorussie | 0  | 0      | 2      | 2        |
| 8         | Bulgarie    | 0  | 0      | 1      | 1        |

- 1996 : Ruhpolding (Allemagne)

| Médailles | Pays        | Or | Argent | Bronze | Ensemble |
| --------- | ----------- | -- | ------ | ------ | -------- |
| 1         | Russie      | 4  | 4      | 0      | 8        |
| 2         | Allemagne   | 2  | 1      | 0      | 3        |
| 3         | France      | 1  | 1      | 1      | 3        |
| 4         | Biélorussie | 1  | 0      | 2      | 3        |
| 5         | Ukraine     | 0  | 1      | 2      | 3        |
| 6         | Norvège     | 0  | 1      | 0      | 1        |
| 7         | Italie      | 0  | 0      | 2      | 2        |
| 8         | Suède       | 0  | 0      | 1      | 1        |

- 1997 : Osrblie (Slovaquie)

| Médailles | Pays        | Or | Argent | Bronze | Ensemble |
| --------- | ----------- | -- | ------ | ------ | -------- |
| 1         | Allemagne   | 3  | 1      | 0      | 4        |
| 2         | Russie      | 2  | 2      | 2      | 6        |
| 3         | Suède       | 2  | 0      | 1      | 3        |
| 4         | Norvège     | 1  | 2      | 1      | 4        |
| 5         | Biélorussie | 1  | 1      | 1      | 3        |
| 5         | Italie      | 1  | 1      | 1      | 3        |
| 7         | Ukraine     | 0  | 3      | 1      | 4        |
| 8         | Autriche    | 0  | 0      | 1      | 1        |
| 8         | Bulgarie    | 0  | 0      | 1      | 1        |
| 8         | Pologne     | 0  | 0      | 1      | 1        |

- 1998 : Pokljuka (Slovénie) et Hochfilzen (Autriche) (poursuites et épreuves par équipes uniquement)

| Médailles | Pays      | Or | Argent | Bronze | Ensemble |
| --------- | --------- | -- | ------ | ------ | -------- |
| 1         | Russie    | 2  | 0      | 1      | 3        |
| 2         | Norvège   | 1  | 2      | 0      | 3        |
| 3         | Suède     | 1  | 0      | 0      | 1        |
| 4         | Allemagne | 0  | 1      | 1      | 2        |
| 4         | France    | 0  | 1      | 1      | 2        |
| 6         | Finlande  | 0  | 0      | 1      | 1        |

- 1999 : Holmenkollen (Norvège) et Kontiolahti (Finlande)

| Médailles | Pays        | Or | Argent | Bronze | Ensemble |
| --------- | ----------- | -- | ------ | ------ | -------- |
| 1         | Allemagne   | 6  | 2      | 2      | 10       |
| 2         | Ukraine     | 3  | 1      | 1      | 5        |
| 3         | Biélorussie | 1  | 0      | 1      | 2        |
| 4         | Russie      | 0  | 3      | 1      | 4        |
| 5         | France      | 0  | 1      | 1      | 2        |
| 5         | Suède       | 0  | 1      | 1      | 2        |
| 7         | Italie      | 0  | 1      | 0      | 1        |
| 7         | Slovaquie   | 0  | 1      | 0      | 1        |
| 9         | Norvège     | 0  | 0      | 3      | 3        |

- 2000 : Lahti (Finlande)

| Médailles | Pays      | Or | Argent | Bronze | Ensemble |
| --------- | --------- | -- | ------ | ------ | -------- |
| 1         | Norvège   | 3  | 1      | 1      | 5        |
| 2         | Russie    | 2  | 4      | 0      | 6        |
| 3         | France    | 2  | 0      | 3      | 5        |
| 4         | Allemagne | 1  | 3      | 3      | 7        |
| 5         | Autriche  | 1  | 1      | 0      | 2        |
| 6         | Suède     | 1  | 0      | 1      | 2        |
| 7         | Chine     | 0  | 1      | 0      | 1        |
| 8         | Italie    | 0  | 0      | 1      | 1        |
| 8         | Ukraine   | 0  | 0      | 1      | 1        |

- 2001 : Pokljuka (Slovénie)

| Médailles | Pays        | Or | Argent | Bronze | Ensemble |
| --------- | ----------- | -- | ------ | ------ | -------- |
| 1         | Russie      | 3  | 0      | 0      | 3        |
| 2         | France      | 2  | 2      | 0      | 4        |
| 3         | Suède       | 2  | 0      | 1      | 3        |
| 4         | Allemagne   | 1  | 3      | 2      | 6        |
| 5         | Norvège     | 1  | 2      | 4      | 7        |
| 6         | Finlande    | 1  | 0      | 0      | 1        |
| 7         | Biélorussie | 0  | 2      | 0      | 2        |
| 8         | Italie      | 0  | 1      | 0      | 1        |
| 9         | Ukraine     | 0  | 0      | 2      | 2        |
| 10        | Lettonie    | 0  | 0      | 1      | 1        |

- 2002 : Oslo (Norvège)  (mass starts uniquement)

| Médailles | Pays        | Or | Argent | Bronze | Ensemble |
| --------- | ----------- | -- | ------ | ------ | -------- |
| 1         | France      | 1  | 0      | 0      | 1        |
| 1         | Ukraine     | 1  | 0      | 0      | 1        |
| 3         | Allemagne   | 0  | 1      | 0      | 1        |
| 3         | Russie      | 0  | 1      | 0      | 1        |
| 5         | Biélorussie | 0  | 0      | 1      | 1        |
| 5         | Norvège     | 0  | 0      | 1      | 1        |

- 2003 : Khanty-Mansiïsk (Russie)

| Médailles | Pays        | Or | Argent | Bronze | Ensemble |
| --------- | ----------- | -- | ------ | ------ | -------- |
| 1         | Allemagne   | 3  | 2      | 2      | 7        |
| 2         | Norvège     | 3  | 1      | 1      | 5        |
| 3         | Russie      | 2  | 2      | 1      | 5        |
| 4         | France      | 2  | 0      | 2      | 4        |
| 5         | Tchéquie    | 1  | 0      | 2      | 3        |
| 6         | Ukraine     | 0  | 2      | 0      | 2        |
| 7         | Biélorussie | 0  | 1      | 1      | 2        |
| 7         | Finlande    | 0  | 1      | 1      | 2        |

- 2004 : Oberhof (Allemagne)

| Médailles | Pays        | Or | Argent | Bronze | Ensemble |
| --------- | ----------- | -- | ------ | ------ | -------- |
| 1         | Norvège     | 4  | 2      | 3      | 9        |
| 2         | France      | 3  | 1      | 2      | 6        |
| 3         | Allemagne   | 2  | 3      | 2      | 7        |
| 4         | Russie      | 1  | 3      | 2      | 6        |
| 5         | Pologne     | 0  | 1      | 0      | 1        |
| 6         | Biélorussie | 0  | 0      | 1      | 1        |
| 6         | Ukraine     | 0  | 0      | 1      | 1        |

- 2005 : Hochfilzen (Autriche)

| Médailles | Pays        | Or | Argent | Bronze | Ensemble |
| --------- | ----------- | -- | ------ | ------ | -------- |
| 1         | Norvège     | 5  | 0      | 1      | 6        |
| 2         | Allemagne   | 3  | 4      | 3      | 10       |
| 3         | Russie      | 2  | 4      | 2      | 8        |
| 4         | Tchéquie    | 1  | 0      | 0      | 1        |
| 5         | Chine       | 0  | 2      | 0      | 2        |
| 6         | Suède       | 0  | 1      | 0      | 1        |
| 7         | Biélorussie | 0  | 0      | 2      | 2        |
| 8         | Autriche    | 0  | 0      | 1      | 1        |
| 8         | France      | 0  | 0      | 1      | 1        |
| 8         | Lettonie    | 0  | 0      | 1      | 1        |

- 2006 : Pokljuka (Slovénie) (relais mixte uniquement)

| Médailles | Pays    | Or | Argent | Bronze | Ensemble |
| --------- | ------- | -- | ------ | ------ | -------- |
| 1         | Russie  | 1  | 0      | 0      | 1        |
| 2         | Norvège | 0  | 1      | 0      | 1        |
| 3         | France  | 0  | 0      | 1      | 1        |

- 2007 : Antholz-Anterselva (Italie)

| Médailles | Pays      | Or | Argent | Bronze | Ensemble |
| --------- | --------- | -- | ------ | ------ | -------- |
| 1         | Allemagne | 5  | 3      | 3      | 11       |
| 2         | Norvège   | 3  | 2      | 2      | 7        |
| 3         | France    | 1  | 3      | 2      | 6        |
| 4         | Russie    | 1  | 1      | 1      | 3        |
| 4         | Suède     | 1  | 1      | 1      | 3        |
| 6         | Tchéquie  | 0  | 1      | 1      | 2        |
| 7         | Ukraine   | 0  | 0      | 1      | 1        |

- 2008 : Östersund (Suède)

| Médailles | Pays        | Or | Argent | Bronze | Ensemble |
| --------- | ----------- | -- | ------ | ------ | -------- |
| 1         | Allemagne   | 5  | 1      | 2      | 8        |
| 2         | Norvège     | 3  | 5      | 1      | 9        |
| 3         | Russie      | 3  | 3      | 5      | 11       |
| 4         | Ukraine     | 0  | 1      | 2      | 3        |
| 5         | Biélorussie | 0  | 1      | 0      | 1        |
| 6         | France      | 0  | 0      | 1      | 1        |

- 2009 : Pyeongchang (Corée du Sud)

| Médailles | Pays      | Or | Argent | Bronze | Ensemble |
| --------- | --------- | -- | ------ | ------ | -------- |
| 1         | Norvège   | 4  | 1      | 3      | 8        |
| 2         | Allemagne | 2  | 4      | 2      | 8        |
| 3         | Russie    | 2  | 1      | 3      | 6        |
| 4         | Autriche  | 1  | 2      | 0      | 3        |
| 5         | Suède     | 1  | 1      | 1      | 3        |
| 6         | France    | 1  | 0      | 1      | 2        |
| 7         | Slovaquie | 0  | 1      | 0      | 1        |
| 7         | Slovénie  | 0  | 1      | 0      | 1        |
| 9         | Croatie   | 0  | 0      | 1      | 1        |

- 2010 : Khanty-Mansiïsk (Russie) (relais mixte uniquement)

| Médailles | Pays      | Or | Argent | Bronze | Ensemble |
| --------- | --------- | -- | ------ | ------ | -------- |
| 1         | Allemagne | 1  | 0      | 0      | 1        |
| 2         | Norvège   | 0  | 1      | 0      | 1        |
| 3         | Suède     | 0  | 0      | 1      | 1        |

- 2011 : Khanty-Mansiïsk (Russie)

| Médailles | Pays        | Or | Argent | Bronze | Ensemble |
| --------- | ----------- | -- | ------ | ------ | -------- |
| 1         | Allemagne   | 4  | 3      | 0      | 7        |
| 2         | Norvège     | 4  | 1      | 4      | 9        |
| 3         | France      | 1  | 2      | 1      | 4        |
| 4         | Finlande    | 1  | 1      | 0      | 2        |
| 5         | Suède       | 1  | 0      | 2      | 3        |
| 6         | Biélorussie | 0  | 1      | 1      | 2        |
| 6         | Ukraine     | 0  | 1      | 1      | 2        |
| 8         | Italie      | 0  | 1      | 0      | 1        |
| 8         | Russie      | 0  | 1      | 0      | 1        |
| 10        | Autriche    | 0  | 0      | 1      | 1        |
| 10        | Slovaquie   | 0  | 0      | 1      | 1        |

- 2012 : Ruhpolding (Allemagne)

| Médailles | Pays        | Or | Argent | Bronze | Ensemble |
| --------- | ----------- | -- | ------ | ------ | -------- |
| 1         | Norvège     | 4  | 1      | 1      | 6        |
| 2         | France      | 3  | 5      | 0      | 8        |
| 3         | Allemagne   | 2  | 1      | 2      | 5        |
| 4         | Biélorussie | 1  | 1      | 0      | 2        |
| 4         | Slovénie    | 1  | 1      | 0      | 2        |
| 6         | Suède       | 0  | 2      | 3      | 5        |
| 7         | Russie      | 0  | 0      | 2      | 2        |
| 8         | Finlande    | 0  | 0      | 1      | 1        |
| 8         | Tchéquie    | 0  | 0      | 1      | 1        |
| 8         | Ukraine     | 0  | 0      | 1      | 1        |

- 2013 : Nové Město na Moravě (Tchéquie)

| Médailles | Pays        | Or | Argent | Bronze | Ensemble |
| --------- | ----------- | -- | ------ | ------ | -------- |
| 1         | Norvège     | 8  | 2      | 1      | 11       |
| 2         | France      | 1  | 4      | 0      | 5        |
| 3         | Ukraine     | 1  | 1      | 3      | 5        |
| 4         | Biélorussie | 1  | 0      | 0      | 1        |
| 5         | Allemagne   | 0  | 1      | 1      | 2        |
| 6         | Pologne     | 0  | 1      | 1      | 2        |
|           | Russie      | 0  | 1      | 1      | 2        |
| 8         | États-Unis  | 0  | 1      | 0      | 1        |
| 9         | Italie      | 0  | 0      | 1      | 1        |
|           | Tchéquie    | 0  | 0      | 1      | 1        |
|           | Slovénie    | 0  | 0      | 1      | 1        |
|           | Suède       | 0  | 0      | 1      | 1        |

- 2015 : Kontiolahti (Finlande)

| Médailles | Pays      | Or | Argent | Bronze | Ensemble |
| --------- | --------- | -- | ------ | ------ | -------- |
| 1         | France    | 3  | 2      | 1      | 6        |
| 2         | Allemagne | 3  | 2      | 0      | 5        |
| 3         | Norvège   | 1  | 2      | 4      | 7        |
| 4         | Tchéquie  | 1  | 2      | 1      | 4        |
| 5         | Russie    | 1  | 1      | 0      | 2        |
| 6         | Ukraine   | 1  | 0      | 1      | 2        |
| 7         | Slovénie  | 1  | 0      | 0      | 1        |
| 8         | Pologne   | 0  | 1      | 1      | 2        |
| 9         | Canada    | 0  | 1      | 0      | 1        |
| 10        | Italie    | 0  | 0      | 2      | 2        |
| 11        | Finlande  | 0  | 0      | 1      | 1        |

- 2016 : Oslo (Norvège)

| Médailles | Pays      | Or | Argent | Bronze | Ensemble |
| --------- | --------- | -- | ------ | ------ | -------- |
| 1         | France    | 6  | 4      | 1      | 11       |
| 2         | Norvège   | 4  | 2      | 3      | 9        |
| 3         | Allemagne | 1  | 3      | 3      | 7        |
| 4         | Autriche  | 0  | 1      | 1      | 2        |
| 5         | Italie    | 0  | 1      | 0      | 1        |
| 6         | Canada    | 0  | 0      | 1      | 1        |
| 6         | Finlande  | 0  | 0      | 1      | 1        |
| 6         | Ukraine   | 0  | 0      | 1      | 1        |

- 2017 : Hochfilzen (Autriche)

| Médailles | Pays        | Or | Argent | Bronze | Ensemble |
| --------- | ----------- | -- | ------ | ------ | -------- |
| 1         | Allemagne   | 7  | 1      | 0      | 8        |
| 2         | France      | 1  | 2      | 4      | 7        |
| 3         | Tchéquie    | 1  | 2      | 1      | 4        |
| 4         | États-Unis  | 1  | 1      | 0      | 2        |
| 5         | Russie      | 1  | 0      | 1      | 2        |
| 6         | Norvège     | 0  | 3      | 1      | 4        |
| 7         | Biélorussie | 0  | 1      | 0      | 1        |
| 7         | Ukraine     | 0  | 1      | 0      | 1        |
| 9         | Autriche    | 0  | 0      | 2      | 2        |
| 10        | Italie      | 0  | 0      | 1      | 1        |
| 10        | Finlande    | 0  | 0      | 1      | 1        |

- 2019 : Östersund (Suède)

| Médailles | Pays      | Or | Argent | Bronze | Ensemble |
| --------- | --------- | -- | ------ | ------ | -------- |
| 1         | Norvège   | 5  | 3      | 1      | 9        |
| 2         | Allemagne | 2  | 2      | 3      | 7        |
| 3         | Italie    | 2  | 2      | 1      | 5        |
| 4         | Suède     | 1  | 1      | 1      | 3        |
| 5         | Ukraine   | 1  | 0      | 1      | 2        |
| 6         | Slovaquie | 1  | 0      | 0      | 1        |
| 7         | Russie    | 0  | 2      | 1      | 3        |
| 8         | France    | 0  | 1      | 3      | 4        |
| 9         | Bulgarie  | 0  | 1      | 0      | 1        |
| 10        | Autriche  | 0  | 0      | 1      | 1        |

- 2020 : Antholz-Anterselva (Italie)

| Médailles | Pays       | Or | Argent | Bronze | Ensemble |
| --------- | ---------- | -- | ------ | ------ | -------- |
| 1         | Norvège    | 6  | 3      | 2      | 11       |
| 2         | France     | 3  | 2      | 3      | 8        |
| 3         | Italie     | 2  | 2      | 0      | 4        |
| 4         | Russie     | 1  | 0      | 1      | 2        |
| 5         | Allemagne  | 0  | 4      | 1      | 5        |
| 6         | États-Unis | 0  | 1      | 0      | 1        |
| 7         | Tchéquie   | 0  | 0      | 2      | 2        |
| 8         | Autriche   | 0  | 0      | 1      | 1        |
| 8         | Suède      | 0  | 0      | 1      | 1        |
| 8         | Ukraine    | 0  | 0      | 1      | 1        |

- 2021 : Pokljuka (Slovénie)

| Médailles | Pays        | Or | Argent | Bronze | Ensemble |
| --------- | ----------- | -- | ------ | ------ | -------- |
| 1         | Norvège     | 7  | 3      | 4      | 14       |
| 2         | France      | 2  | 2      | 3      | 7        |
| 3         | Suède       | 1  | 3      | 2      | 6        |
| 4         | Autriche    | 1  | 2      | 0      | 3        |
| 5         | Tchéquie    | 1  | 0      | 0      | 1        |
| 6         | Allemagne   | 0  | 2      | 0      | 2        |
| 7         | Biélorussie | 0  | 0      | 1      | 1        |
| 7         | Ukraine     | 0  | 0      | 1      | 1        |
| 7         | RBU         | 0  | 0      | 1      | 1        |

- 2023 : Oberhof (Allemagne)

| Médailles | Pays      | Or | Argent | Bronze | Ensemble |
| --------- | --------- | -- | ------ | ------ | -------- |
| 1         | Norvège   | 5  | 5      | 3      | 13       |
| 2         | Suède     | 3  | 3      | 5      | 11       |
| 3         | France    | 2  | 0      | 2      | 4        |
| 4         | Allemagne | 1  | 2      | 0      | 3        |
| 5         | Italie    | 1  | 1      | 2      | 4        |
| 6         | Autriche  | 0  | 1      | 0      | 1        |

- 2024 : Nové Město (Tchéquie)

| Médailles | Pays      | Or | Argent | Bronze | Ensemble |
| --------- | --------- | -- | ------ | ------ | -------- |
| 1         | France    | 6  | 1      | 6      | 13       |
| 2         | Norvège   | 4  | 5      | 3      | 12       |
| 3         | Italie    | 1  | 3      | 0      | 4        |
| 4         | Suède     | 1  | 1      | 1      | 3        |
| 5         | Allemagne | 0  | 1      | 2      | 3        |
| 6         | Lettonie  | 0  | 1      | 0      | 1        |

- 2025 : Lenzerheide (Suisse)

| Médailles | Pays            | Or | Argent | Bronze | Ensemble |
| --------- | --------------- | -- | ------ | ------ | -------- |
| 1         | France          | 6  | 2      | 5      | 13       |
| 2         | Norvège         | 4  | 3      | 2      | 9        |
| 3         | Suède           | 1  | 2      | 1      | 4        |
| 4         | Allemagne       | 1  | 1      | 3      | 5        |
| 5         | États-Unis      | 0  | 2      | 0      | 2        |
| 6         | Tchécoslovaquie | 0  | 1      | 0      | 1        |
| 6         | Italie          | 0  | 1      | 0      | 1        |
| 8         | Finlande        | 0  | 0      | 1      | 1        |